# Aphytis acutaspidis
Aphytis acutaspidis is een vliesvleugelig insect uit de familie Aphelinidae. De wetenschappelijke naam is voor het eerst geldig gepubliceerd in 1979 door Rosen & DeBach.